# Germaine Bouloumié
Germaine Bouloumié, née le 28 octobre 1885 à Vittel, où elle est morte le 23 septembre 1981, est une cheffe d'entreprise française. Elle fut la présidente-directrice générale de la Société générale des eaux minérales de Vittel (SGEMV) durant vingt ans, de 1952 à 1972, et de ce fait l'une des rares dirigeantes d'une grande entreprise française durant la période des Trente Glorieuses.

## Biographie

### L'héritière de la dynastie Bouloumié à Vittel
Germaine Marie Bouloumié est la petite-fille de Louis Bouloumié (1812-1869), fondateur de la station thermale de Vittel dans les années 1850, la fille d'Ambroise Bouloumié (1843-1903), qui a succédé à Louis, et de Félicie Bonnet et la sœur cadette de Jean Bouloumié (1878-1952), qui succède à leur père en 1903.
Elle est éduquée dans un pensionnat parisien catholique de jeunes filles, le Couvent des Oiseaux, tenue par les Chanoinesses de Saint-Augustin de la Congrégation Notre-Dame, congrégation qui se dévoue à l'enseignement des jeunes filles (pauvres et riches mais séparément) fondée au XVIIè siècle dans les Vosges par saint Pierre Fourier et la bienheureuse Alix Le Clerc.
Elle épouse en mai 1909 un officier, lieutenant au 3e régiment de chasseurs d'Afrique, puis capitaine, Jacques Chalmeton de Croy, commandant du 12e groupe d'autos-mitrailleuses et autos-canons d'octobre 1916 à février 1918. Un fils naît en 1910 à Constantine (Algérie), prénommé Bertrand, mais il meurt à 12 ans en 1922, à Vittel. L'époux siège au conseil d'administration de la SGMEV. Le couple se sépare quelques années plus tard - divorce ou plus vraisemblablement annulation du mariage par la Papauté ? - et son ancien mari épouse une autre femme en 1928. Germaine Bouloumié reprend son nom et ne se remarie pas. Elle habite le manoir de Haréloup, près de Vittel, dans les Vosges,
Elle aide son frère à animer la station thermale, haut lieu de la mondanité de l'entre-deux-guerres. Elle organise des déjeuners et des diners, prend part à des déjeuners à l'Ermitage, un des hôtels de luxe de la station, donnés par des personnalités, figure dans les tribunes des événements sportifs rythmant la saison. Elle s'occupe plus particulièrement du golf de Vittel, qu'elle préside.
Elle siège aussi au conseil d'administration de la Société générale des eaux minérales de Vittel (SGEMV), peut-être à partir de 1932, à celui de la société des grands hôtels de Vittel et à celui de la verrerie de Gironcourt, détenue conjointement par la SGEMV et Souchon-Neuvesel.
Après la Seconde Guerre mondiale, l'activité thermale et mondaine reprend, la station reçoit à nouveau des personnalités comme le roi du Laos Sisavang Vong en 1949 et Germaine Bouloumié poursuit son activité d'animatrice de la saison, notamment comme présidente du Golf Club de Vittel.

### Activités caritatives
Les Bouloumié sont une famille de patrons sociaux. Il existe à Vittel des œuvres privées dont s’occupent Jean et Germaine Bouloumié, et aussi leur mère, morte à 83 ans, en 1935.
Germaine Bouloumié pratique la charité au profit des pauvres de Vittel. Elle a plus particulièrement fondé « La Goutte de lait », en 1924, qu'elle préside. Elle est installée dans un local situé dans un immeuble du centre-ville appartenant à leur famille. Local qu’elle a baptisé du nom de « Maison de l’enfance ». Cette œuvre lutte contre la mortalité infantile. Les femmes de Vittel y trouvent une crèche, un dispensaire, des consultations médicales, avec des religieuses et une infirmière, et du lait pasteurisé pour les nourrissons, fourni par la Société des Eaux. L'œuvre offre des layettes. Il existe aussi un Comité des dames visiteuses, fondé en 1929 à son initiative et dont elle est présidente d’honneur. Cela lui vaut la médaille d'argent de l'assistance publique en 1933.
Sous l'Occupation, elle est l'une des deux déléguées départementales de la Croix-Rouge française, l'autre déléguée étant l'épouse de l'industriel cotonnier Georges Laederich, administrateur de la SGEMV. Elle s'occupe plus particulièrement du camp d'internement de Vittel installé par les Allemands de 1941 à 1944 pour les prisonniers britanniques et américains et qui accueillit aussi des Juifs. Le comité de Vittel transmet les colis reçus des Croix-Rouges britannique et canadienne. Au mois d’octobre 1941, elle établit ainsi le rapport suivant : 

« Le ravitaillement reste toujours très largement assuré par les colis reçus régulièrement des Croix-Rouges canadienne et anglaise. Nous sommes encore chargés de faire parvenir au camp de Troyes 5 à 600 kilos de conserves que les internés de Vittel envoient à leurs compatriotes moins favorisés. A ce jour nous avons déjà livré aux internés britanniques 5 000 mètres de tissu, 1200 paires de bas, du coton à tricoter et à repriser, des gants et serviettes de toilettes, des chaussures, etc. et nous attendons encore de nouveaux arrivages de tissus, bas, lingerie ces jours-ci. Les internés ont d’ailleurs reçu d’Amérique et d’Angleterre d’importantes quantités de vêtements et de tissus et paraissent donc être pourvus pour cet hiver d’un vestiaire suffisant…. En ce qui concerne les indigènes, j’ai organisé, grâce à la bonne volonté de l’ouvroir vittellois, le raccommodage et l’entretien des vêtements et linge des prisonniers noirs actuellement cantonnés à Vittel. Je crois que c’est une mesure indispensable à prendre partout où il y a des prisonniers indigènes, pour leur permettre de passer l’hiver avec des vêtements en bon état. »

En 1947, elle reçoit la médaille de bronze du service de santé. En novembre 1948, à l'ambassade du Royaume-Uni, elle reçoit de l'ambassadeur les insignes de membre honoraire de l'Ordre de l'Empire britannique avec deux autres femmes, en témoignage des services rendus aux internés britanniques par la Croix-Rouge. C'est au titre de présidente du comité de la Croix-Rouge de Vittel qu'elle obtient la croix de chevalier de la Légion d'honneur en 1953.

### Patronne de la SGEMV
Comme son frère était resté célibataire, c'est elle qui prend la direction de l'entreprise à sa mort en 1952. La SGEMV possède alors sept hôtels, un casino, un centre thermal avec ses sources, ses piscines, son parc, son golf, son champ de courses hippiques, et des usines d'embouteillage.
L'exploitation de la station continue d'être déficitaire mais le déficit est comblé par la vente des bouteilles. Germaine Bouloumié est secondée par deux hommes, Louis Chavane, administrateur et directeur, et Guy de La Motte-Bouloumié, neveu de Germaine et Jean, petit-fils de Pierre Bouloumié, entré dans la société en 1947 comme comptable, secrétaire général en 1949, directeur en mars 1952, administrateur en 1964 puis vice-président directeur général. Comme P-DG de la SGMEV, elle est en relation avec d'autres patrons français, des hommes pour la plupart.
Alors que les femmes ont le droit de vote et sont éligibles depuis 1944, elle ne prend pas de responsabilités politiques, contrairement à son père, à son oncle et à son frère. C'est  Guy de La Motte-Bouloumié qui se présente avec succès aux cantonales en 1952, succédant à Jean Bouloumié, et aux municipales en 1953. Il est conseiller général de 1952 à 1976 et maire de Vittel de 1953 à 1977 puis de 1995 à 2001.

Elle organise en 1954 le centenaire de l'achat de la « grande source ». D'où cet article du quotidien Le Monde : 

« Au nord Vittel-Thermal, ses trottoirs sur lesquels on hésite à laisser tomber la cendre de sa cigarette, ses boutiques dont chaque vitrine est un écrin, ses entrées de palaces, son peuple de grooms et de liftiers galonnés, ses perspectives de fleurs et de verdures, ses piscines, son palmarium, son casino, son hydrothérapie, en un mot ses eaux. Car l'eau est reine. Elle a fait la fortune de Vittel. Elle a même pratiquement réussi à éliminer les sommeliers... Une fois de plus Vittel connaît sa belle époque. Sur tous ses murs des affiches annoncent des galas, des concerts, des représentations. Mais en cet été 1954 on y fête un autre événement : le centenaire. Pour une station thermale ce n'est pas un titre de vieillesse. « Vittel-Vitalité », proclament au contraire, et fièrement, les prospectus sur fond vert tendre que l'on distribue à profusion. »

 Un autre quotidien, Paris-presse l'Intransigeant, évoquant aussi le centenaire, présente Germaine Bouloumié, « femme au cheveu argenté, au visage doux, au sourire aimable », comme « la femme d'affaires n° 1 de France » et affirme que son eau minérale est passée devant Perrier, Evian et Vichy.
En 1956, le capital de la SGEMV passe de 527 840 000 francs à 792 395 000 francs et le bilan comptable s'élève à 2 154 306 243 francs au 31 décembre 1954. En 1960, le capital s'élève à 10 209 350 francs (nouveaux francs).
Sous sa direction, la station thermale décline cependant et perd son rôle de pôle mondain. A l'été 1959, les restrictions apportées par la Sécurité sociale dans le remboursement des cures amènent la fermeture d'un hôtel de plus de cent chambres. En revanche, la production et la vente de bouteilles d'eaux minérales progressent considérablement, dans le contexte des Trente Glorieuses : 86 millions en 1951, 131 millions en 1953, 338 millions en 1958. La société produit aussi le quart Ricqlès à partir de 1959 et acquiert en 1964 la source Pierval (une eau de source), à Pont-Saint-Pierre dans l'Eure. Elle exploite aussi une autre source à Camps-la-Source dans le Var, à partir du 25 mai 1964 (fabrication de boissons gazeuses et eaux minérales). Le capital de la SGEMV s'élève alors à 30 millions de francs environ.
La fin de sa direction est marquée par le lancement de la grande bouteille en PVC, qui a reçu l'agrément du ministère de la santé le 1er avril 1968, et l'entrée au capital de la société de la puissante firme suisse Nestlé, en 1969. Vittel est alors la deuxième eau minérale en France, avec environ 20 % de part de marché. Le chiffre d'affaires s'élève à 197 millions de francs et la production à 585 millions de bouteilles.
Elle est marquée aussi par des conflits sociaux, à partir de 1969 : s'il n'y eut pas de grève en mai 1968, une partie des 2400 employés de la Société des eaux travaillant dans les deux usines de Vittel, celle dite du Sud, spécialisée dans l'emballage en verre traditionnel, où la capacité de production atteint trois millions de bouteilles par jour, et celle du Nord (embouteillage en plastique), produisant un million de bouteilles par jour, s'est mise en grève. Deux grèves éclatent en 1969; la première en janvier 1969 (vingt-quatre heures) et la seconde en août, elle dure huit jours. Les grévistes réclament une amélioration des conditions de travail. En mars 1970, 150 salariés font grève pendant une semaine. Puis, du 21 au 28 juillet, a lieu une grève plus suivie. Les usines sont occupées, puis libérées à la demande des syndicats. Les gardes mobiles interviennent, des manifestations ont lieu.
Elle demeure à Haréloup et possède aussi une adresse à Paris, au 14 avenue Georges-Mandel dans le 16e arrondissement.
Elle cède en 1972 son fauteuil de P-DG de la SGEMV à son neveu Guy de la Motte-Bouloumié, à 87 ans. En 1972, la société a vendu 680 millions de bouteilles, pour un chiffre d'affaires de 312 millions de francs et un bénéfice de 8 875 159 francs. Sa part dans le marché des eaux de table plates est de 20 % environ contre 25 % à Évian et 28 % à Contrexéville. En ce qui concerne les bars, restaurants et hôtels, sa part est de 70 %, contre 30 % à Évian. La SGEMV est l'une des trois grandes entreprises du secteur des eaux minérales, derrière Perrier de Gustave Leven et Évian.